# Antepipona prompta
Antepipona prompta är en stekelart som beskrevs av Giordani Soika 1970. Antepipona prompta ingår i släktet Antepipona och familjen Eumenidae. Inga underarter finns listade i Catalogue of Life.